# Philodendron serpens
Philodendron serpens är en kallaväxtart som beskrevs av Joseph Dalton Hooker. Philodendron serpens ingår i släktet Philodendron och familjen kallaväxter. Inga underarter finns listade.